# Винчебеси
Винчебеси (рос. Вынчебесы) — присілок у Брасовському районі Брянської області Росії. Входить до складу муніципального утворення Добриковське сільське поселення.
Населення — 13 осіб.
Розташований за 4 км на північ від села Хотіїва.

## Історія
Згадується з XVII століття, спочатку — в складі Самовської волості Карачевского повіту. У 1778—1782 рр. входив до Луганського повіту; з 1782 по 1928 рр. — в Дмитрівському повіті Орловської губернії (з 1861 — у складі Хотіївської волості, з 1923 у складі Глодневської волості).
У XIX столітті — володіння Богаєвських. Належав до парафії села Ліски. У 1893 році була відкрита церковно-парафіяльна школа.
З 1929 року в складі Брасовського району. З 1920-х рр. до 2005 року — у складі Хотіївскої сільради.